# Gramática del asturiano
La Gramática del asturiano regula las normas ortográficas del asturiano. De acuerdo con sus estatutos, la Academia de la Lengua Asturiana (Academia de la Llingua Asturiana) se marca como objetivo propio investigar y formular las leyes gramaticales de la lengua asturiana y de sus variedades lingüísticas» [artículo 1, apartado a)]. Esta meta ha de concretarse en la elaboración de la Gramátic Normativa de la Lengua Asturiana, tarea de la que debe ocuparse directamente la Comisión dc Lexicografía y Normativización de la Academia.
En estas circunstancias, la Academia entiende que la elaboración de la Gramática Normativa de la Llingua Asturiana debe proporcionar un instrumento necesario dentro del de normalización de la lengua.

## Características de la Gramática
La Gramática Normativa de la Llingua Asturiana presenta las siguientes características:
- Carácter sincrónico y actual. Se ocupa de describir los elementos que constituyen el sistema lingüístico asturiano en el estado actual, así como su funcionamiento, sin entrar ni profundizar en los antecedentes históricos de los fenómenos descritos. Es, por tanto, una gramática del asturiano moderno.

- Carácter descriptivo. Se ocupa de exponer de modo organizado cuáles son las unidades que estructuran el sistema lingilístico del asturiano, con qué forma o formas se presentan, cuáles son las funciones específicas que ejercen y cuales son las reglas que gobiernan su combinación con otras unidades gramaticales.

- Carácter general e integrador. Su campo de acción abarca los fenómenos que forman parte del sistema lingüístico asturiano, sean comunes a todo el dominio o sean particulares de zonas concretas. En este sentido, la Gramática maneja como principio básico aquel por el cual los fenómenos muy implantados en zonas concretas sean juzgados como aportaciones al sistema lingüístico común.

- Carácter científico. La descripción del sistema lingüístico se realiza de acuerdo con una metodología moderna, especialmente próxima al estructuralismo funcionalista. No obstante, la redacción del texto huye de un tono excesivamente especializado, dado que la Gramática pretende ser igualmente una aportación a la sociedad. Por otro lado, el cientifismo de la Gramática es soporte del rigor y seriedad en la presentación y descripción de los fenómenos.

- Carácter normativo. En la descripción del sistema lingilístico asturiano se indica en todo momento cuáles son los fenómenos (y sus manifestaciones concretas) más aconsejables en la lengua común escrita (estándar), a fin de ir enriqueciéndola y perfeccionándola. El carácter normativo conlleva asimismo indicaciones referentes a la ortografía. En este sentido, la Gramática Normativa de la Llingua Asturiana se marca el objetivo de ofrecer un modelo de referencia para todos los usuarios de la lengua en todos los niveles y registros.